# Fand

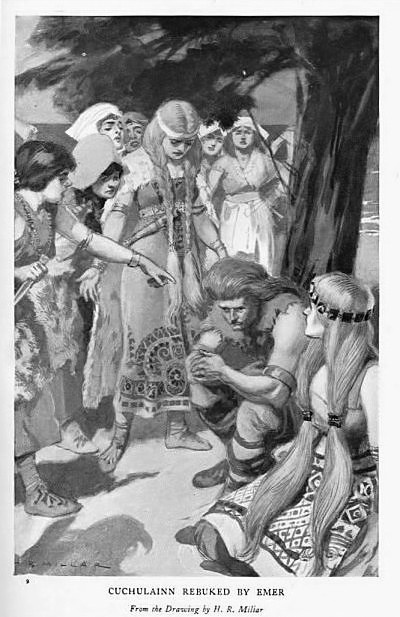
Emer holt Cú Chulainn von Fand zurück.

Fand, auch Fann ([faɴ], „Perle der Schönheit, Träne“) ist eine Gestalt der keltischen Mythologie Irlands. Sie gilt als Tochter Aed Abraths von den Túatha Dé Danann, ist eine Meeresgöttin, aber auch Königin der Elfen und soll die schönste aller Göttinnen sein. Ebenfalls wird sie mit der Anderen Welt in Verbindung gebracht. In einer anderen Version werden als ihre Eltern Tuirenn und Flidais, als ihre Schwestern Bé Chuma und Be Theite angegeben.

## Mythologie
In der Erzählung vom Krankenlager von Cú Chulainn (siehe Serglige Con Chulainn ocus oenét Emire „Cú Chulainns Krankenlager und die einzige Eifersucht Emers“) tritt Fand als die Gattin des Meeresgottes Manannan mac Lir und Mutter von Niamh auf. Weil Cú Chulainn Fand, die zusammen mit ihrer Schwester Lí Ban als Vogel über das Meer fliegt, mit einem Steinwurf verletzt, schlägt sie ihn mit einer Reitgerte, bis er schwerkrank daliegt. Nachdem Cú Chulainn gesundet und Fand beim Kampf gegen ihre Feinde unterstützt, werden sie für einige Zeit Geliebte. Erst Emer, Cú Chulainns Gattin, bringt Fand mit Drohungen und Spottversen (glám dícenn) dazu, Cú Chulainn zu verlassen und ihn zu ihr zurückkehren zu lassen.
[…] alles, was glitzert, ist hübsch;
alles, was neu ist, glänzt,
alles, was fehlt, ist verehrenswert,[…]
Manannan gibt allen einen Trank, der sie das Erlebte vergessen lässt.